# Geranium gracile
Geranium gracile är en näveväxtart som beskrevs av Ledeb. in Nordm.. Geranium gracile ingår i släktet nävor, och familjen näveväxter. Inga underarter finns listade i Catalogue of Life.